# Ryszard Badowski

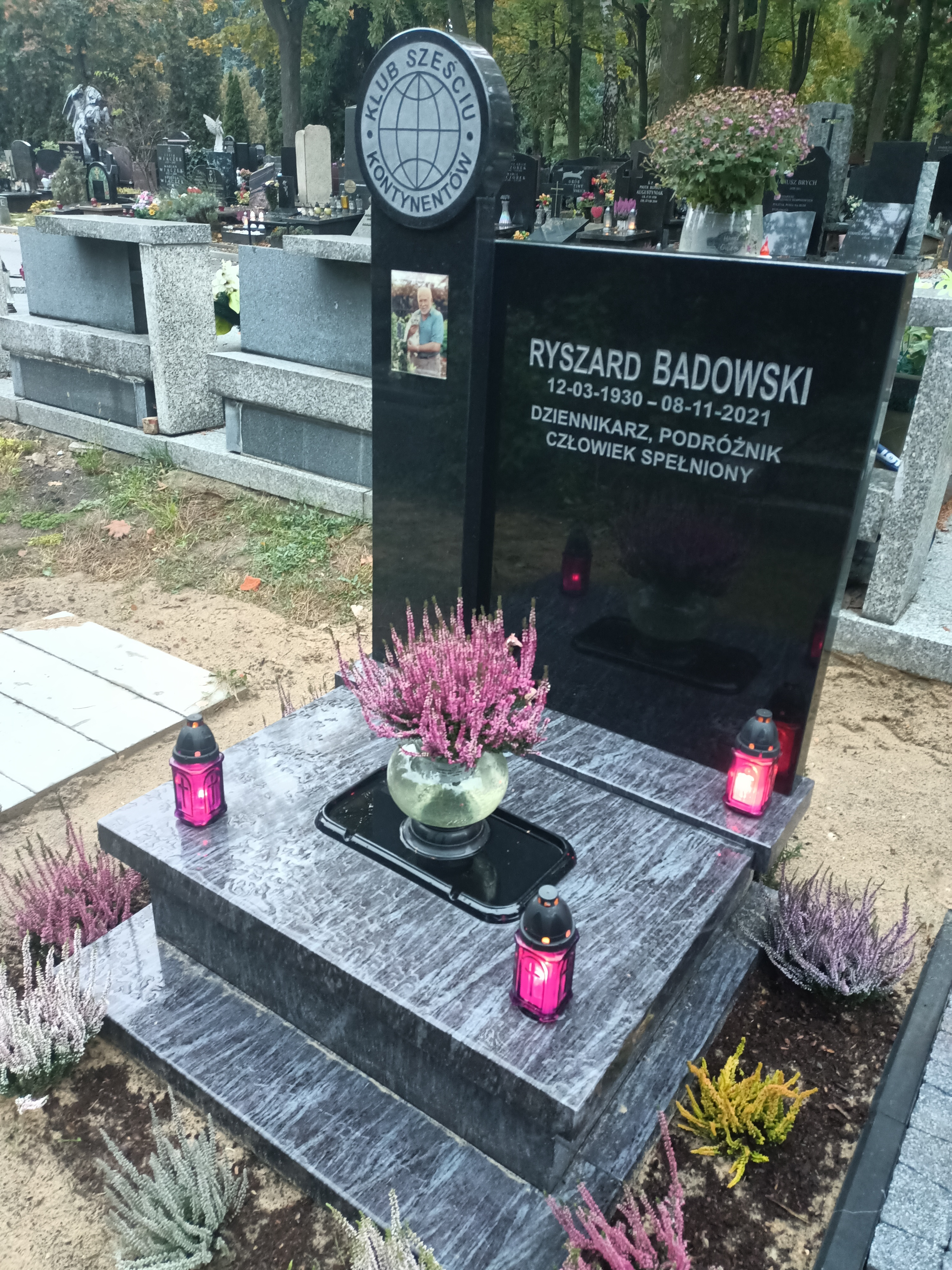
Grab von Ryszard Badowski

Ryszard Badowski (* 12. März 1930 in Pabianice; † 8. November 2021) war ein polnischer Journalist und Autor.

## Leben
Badowski verfasste viele Reisereportagen und moderierte im Polnischen Fernsehen über 20 Jahre die Sendung Klub der sechs Kontinente. Er drehte mehr als 600 Reisereportagen und verfasste 13 Bücher. Darüber hinaus veröffentlichte er mehrere Hundert Artikel, deren inhaltlicher Schwerpunkt auf dem Einfluss Polens auf die Kultur anderer Länder lag. Badowski gehörte zu den Teilnehmern polnischer Polarexpeditionen. Er gehörte zu den Journalisten, die über den Kosmosflug Sojus-Apollo sowie den Flug des ersten polnischen Kosmonauten Mirosław Hermaszewski berichteten.
Er wird als erster Pole betrachtet, der alle Kontinente besucht hat.